# 相嶋 (印西市)
相嶋（あいじま）は、千葉県印西市の大字。郵便番号270-1321。

## 地理
北は我孫子市布佐、東は茨城県利根町布川、南は浅間前、西発作に隣接している。

### 小字
小字は以下の通り。
- 六軒堤根南（ろっけんつつみねみなみ）
- 六軒堤根北（ろっけんつつみねきた）

## 歴史
江戸時代は相島新田であり、下総国相馬郡のうち。江戸前期から手賀沼開墾により成立した新田村。
寛文年間（1661年～1673年）に開発され、1682年（天和2年）から手賀沼新田請方の反高場となり、年貢を上納。1725年（享保10年）までは布佐村下あるいは布佐村分と称した所のうちと思われ、幕府領。1730年（享保15年）筧播磨守により手賀沼古新田のうち相島新田として検地され村高21石余、さらに1766年（明和3年）・1794年（寛政6年）にも検地が行われ、村高27石余となり、以後村高は『天保郷帳』『旧高旧領取調帳』ともに27石余で、『元禄郷帳』には見えない。1866年（慶応2年）の割付によると、田2町8反余。小物成には、鳥猟運上が永1貫880文、沼役永333文。鳥猟の布瀬村を親浜とする浜組へは1836年（天保7年）から参加。検地帳での屋敷数は、享保年間（1716年～1736年）に1、明和年間（1764年～1772年）に2。

### 沿革
- 1873年（明治6年） - 千葉県に所属。
- 1878年（明治11年） - 南相馬郡に編入。
- 1889年（明治22年）4月1日 - 町村制施行し印旛郡大杜村と南相馬郡布佐町が発足。
  - 飛地の字六軒堤根南・六軒堤根北は大杜村大字相嶋となる[4]。
  - 本村は布佐町大字相島新田となる[4]。
- 1913年（大正2年）3月1日 - 大杜村が町制施行・改称して大森町となる。大森町大字相嶋となる。
- 1954年（昭和29年）12月1日 - 木下町・大森町・船穂村と永治村の一部が合併し印西町が発足。印西町相嶋となる。
- 1996年（平成8年）4月1日 - 印西町が市制施行して印西市となる。印西市相嶋となる。

## 世帯数と人口
2017年（平成29年）10月31日現在の世帯数と人口は以下の通りである。
| 大字 | 世帯数 | 人口 |
| ---- | ------ | ---- |
| 相嶋 | 19世帯 | 29人 |

## 小・中学校の学区
市立小・中学校に通う場合、学区は以下の通りとなる。
| 番地 | 小学校             | 中学校             |
| ---- | ------------------ | ------------------ |
| 全域 | 印西市立大森小学校 | 印西市立印西中学校 |

## 交通

### 道路
- 国道
  - 国道356号
- 主要地方道
  - 千葉県道4号千葉竜ヶ崎線